# Советская Россия (выставка, 1975)
Пятая республиканская художественная выставка «Советская Россия» 1975 года открылась в ноябре в московском Манеже и стала крупным событием в общественной и художественной жизни, которое, по мнению В. Ванслова, «нельзя рассматривать просто как очередную проходящую выставку. Устремлённая в будущее, она вместе с тем явилась завершением целого этапа работы художников Российской Федерации, итогом десяти зональных выставок, и её значение нельзя оценивать в отрыве от них».

## Организация
Подготовку и организацию выставки осуществлял специально образованный выставочный комитет во главе с Г. М. Коржевым, председателем правления Союза художников РСФСР.
В состав президиума выставкома вошли 39 человек, среди них М. Аникушин, В. Сидоров, П. Оссовский, В. Пушкарёв, Н. Пономарёв, Б. Угаров, Н. Томский и др. По итогам предшествовавших ей десяти зональных художественных выставок для экспонирования были отобраны 1800 лучших произведений живописи, скульптуры, графики, театрально-декорационного и декоративно-прикладного искусства, представляющих творчество художников всех областей, краев и автономных республик Российской Федерации. Был издан каталог выставки.

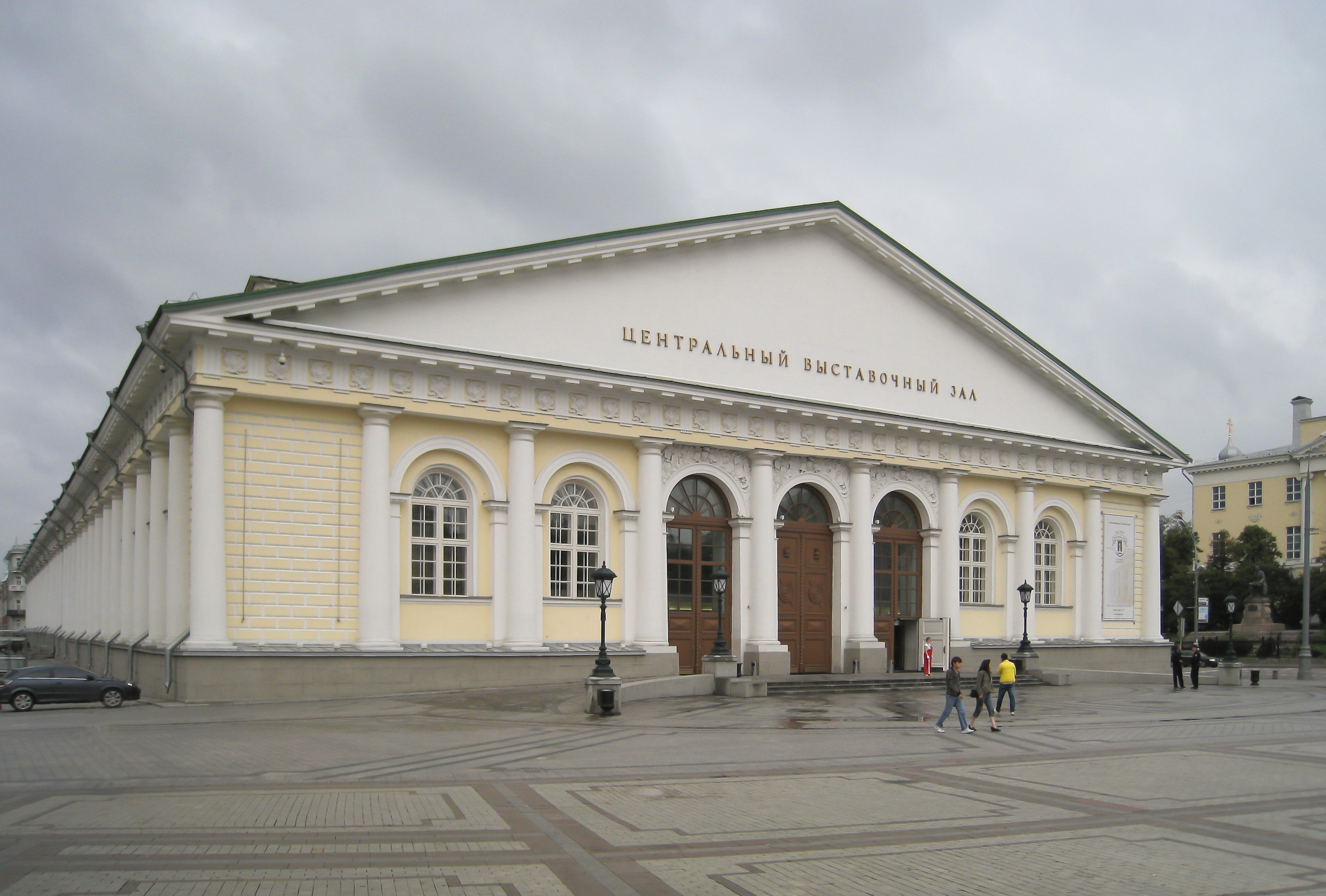
Манеж. 2008

О сложившейся в 1970-е годы системе художественных выставок, вершину которой составляли республиканские выставки «Советская Россия», ведущий научный сотрудник Государственного Русского музея, заслуженный работник культуры РФ А. Ф. Дмитренко писал: «Зональные выставки предшествовали республиканским („Советская Россия“) и охватывали все регионы с отдельным представительством Москвы и Ленинграда, от Севера до Дальнего Востока. В каждом регионе было представлено несколько областей, и поочерёдно центром зональной выставки становился крупный художественный центр, который сменялся в каждом последующем выставочном цикле. Это … способствовало вовлечению большего числа городов в художественную орбиту, а также стимулировало создание или реконструкцию новых выставочных помещений. К выставкам, которые строились преимущественно по тематическому принципу (иногда одна из тем выносилась в название), существовала система договоров, акцентирующих ту или иную тему наряду со встречными предложениями, которые также учитывались выставочными комитетами…»

## Участники
Значимость выставки определил уровень экспонированных произведений и участие в ней ведущих российских художников. Среди них были М. Аникушин, Э. Браговский, А. Грицай, А. Ерёмин, Д. Жилинский, Г. Коржев, А. Левитин, Е. Моисеенко, А. Мыльников, Ю. Непринцев, В. Стожаров, Ю. Тулин, Б. Угаров, Б. Щербаков и другие известные мастера. Авторы многотомного биобиблиографического словаря «Художники народов СССР» включил сведения об участии в выставке в десятки статей о российских художниках.. Альманах «Время перемен. Искусство 1960—1985 в Советском Союзе», подготовленный ГРМ, включил выставку в число наиболее значимых событий художественной жизни СССР 1975 года. Итоги выставки были подробно проанализированы в посвящённой ей книге.
В крупнейшем разделе живописи экспонировалось 950 произведений 750 авторов. Среди них работы О.Кикеева, Е. Асламазян, М. Асламазян, И. Балдиной, Ш. Бедоева, Д. Беляева, О. Богаевской, Э. Браговского, Николая Брандта, К. Бритова, И. Варичева, Э. Выржиковского, Николая Галахова, А. Грицая, М. Девятова, Б. Домашникова, Алексея Еремина, Д. Жилинского, В. Загонека, А. Зайцева, Михаила Канеева, Л. Кириллова, Энгельса Козлова, Майи Копытцевой, Г. Коржева, Бориса Корнеева, Я. Крестовского, П. Крылова, Ю. Кугача, А. Левитина, Олега Ломакина, Л. Миловой, Е. Моисеенко, Д. Мочальского, А. Мыльникова, Ю. Непринцева, Я. Николаева, Д. Обозненко, Л. Островой, Ю. Пименова, В. Попкова, А. Романычева, С. Ротницкого, И. Савенко, Г. Савинова, В. Сидорова, К. Славина, Ф. Смирнова, В. Соколова, В. Телина, Н. Тимкова, В. Токарева, М. Труфанова, Ю. Тулина, Б. Угарова, Б. Шаманова, Б. Щербакова, В. Юкина и др.
В разделе графики экспонировались произведения М. Абрамова, А. Авдышева, М. Агеева, Е. Айзенштадт, Е. Александровой, С. Афанасьева, П. Баранова, В. Басова, Р. Берга, В. Бескаравайного, Д. Бисти, В. Блинова, С. Боим, Д. Боровского, В. Бродского, И. Бруни. Н. Буланова, Г. Булгакова, Г. Бурмагиной, В. Вальцефера, А. Осипова, Е. Васнецовой, А. С. Ведерникова, В. Ветрогонского, В. Вильнера, В. Власова, Н. Волкова, В. Высоцкого, М. Герасимова, И. Голицина, В. Горяева, Е. Грибова, А. Давыдова, М. Девятова, В. Емельянова, Г. Епифанова, И. Ершова, Б. Ефимова, В. Звонцова, Д. Ионина, А. Каневского, Е. Кибрика, А. Колчанова, Ф. Константинова, Ю. Коровина, Н. Кострова, А. Костровой, П. Крылова, В. Курдова, А. Лапирова, Б. Лукошкова, Е. Магарил, И. Масленниковой, М. Маторина, В. Матюх, В. Мешкова, Н. Муратова, Е. Натаревич, И. Некрасова, С. Острова, Л. Павловой, В. Петровой, О. Почтенного, Е. Рачева, Г. Рейнера, И. Савиных, Н. Сальникова, А. Сахаровской, В. Сердюкова, Н. Сидорова, А. Смирнова, Л. Сойфертиса, В. Солнцева, В. Старова, В. Тамбовцева, М. Ткачёва, А. Ушина, В. Фомичёва, Г. Храпака, В. Цигаля, М. Чарнецкой, Т. Шишмарёвой, А. Шмаринова, Е. Щеглова, О. Яхнина и других.
В разделе скульптуры экспонировались произведения В. Авакяна, М. Аникушина, В. Астапова, И. Бекичева, П. Бондаренко, Л. Головницкого, И. Венковой, З. Виленского, Е. Гендельмана, П. Гусева, Д. Епифанова, В. Зайкова, А. Игнатьева, Ю. Ишханова, Б. Каплянского, Л. Кербеля, В. Клыкова, О. Комова, Н. Кочукова, Л. Лангинена, М. Литовченко, Ю. Лоховинина, В. Меликова, Н. Малышевой, А. Мануйлова, В. Михалёва, Н. Могилевского, Н. Никогосяна, Э. Озоля, Н. Петиной, Б. Плёнкина, И. Рукавишникова, В. Рыбалко, С. Санакоева, Н. Санджиева, Б. Свинина, А. Сергеева, В. Славникова, В. Стамова, Г. Столбовой, К. Суворовой, М. Харламовой, Л. Холиной, В. Цигаля, И. Чайкова, Ю. Чернова, Е. Яшина и других.

## Произведения
Для экспонирования на выставке были отобраны произведения, созданные в 1974—1975 годах, а также небольшое количество более ранних работ. В экспозиции были представлены основные виды и жанры современного изобразительного искусства: тематическая картина, портрет, пейзаж, натюрморт. Многие из них впоследствии оказались в собраниях художественных музеев, были приобретены Художественным фондом РСФСР, а также отечественными и зарубежными галереями и коллекционерами.
Жанровая и тематическая картина была представлена работами «Юность» И. Балдиной, «Сбор винограда», «Черешня. Краса Кубани» Ш. Бедоева, «Рыбачки из Казантипа» Я. Бесперстова, «Москва трудовая», «Металл пошёл. Утро» Э. Браговского, «Отцы и сыновья» Алексея Еремина, «БАМ. В палатке лесорубов» В. Загонека, "В кафе «Греко» В. Иванова, «Август» Майи Копытцевой, «Возвращение» Бориса Корнеева, «Сборщики» Я. Крестовского, «Андрей Рублёв», «Семья», «Сироты» Ю. Кугача, «Ленин. Рассвет» А. Левитина, «Сесмья. Грибы» В. Леднева, «Ванюшины дети» Ю. Межирова, «Колхозная ферма» Л. Миловой, «9 Мая», «Нас водила молодость», «Мальчишки», «Речь» Е. Моисеенко, «Красный конь», «Репетиция», «Троица» Д. Мочальского, «Прощание» А. Мыльникова, «Память» Л. Островой, «Пути-дороги» В. Петрова-Маслакова, «Молодые из деревни Уланово», «Сентябрь на Мезени», «Пушкин в Михайловском» В. Попкова, «Комсомольский субботник» А. Романычева, «День Победы» Г. Савинова, «Освобождение» Ф. Савостьянова, «Сенокос», «День Победы» В. Сидорова, «Весенняя сказка» В. Токарева, «Во имя свободы» Ю. Тулина, «Июнь 1941 года» Б. Угарова, «За чёрным соболем», «Сквозь горелую тайгу» В. Френца, «Качели» Б. Шаманова, «Подростки», «Молодые» И. Шевандроновой, «Колхозный рынок» В. Шумилова и другими.
Портрет современника был представлен работами «Портрет М. Пришвина» Ф. Антонова, «Портрет Индиры Ганди» М. Асламазян, «Портрет Н. Урванцева» Д. Беляева, «Федя» О. Богаевской, «Портрет заслуженного деятеля искусств РСФСР А. Д. Зайцева» М. Девятова, «Дядя паша», «Таня», «Портрет Клавы Булыгиной» Р. Ермолина, «Жёлтый букет. Портрет», «Портрет Л. Семёновой», «Портрет Т. Павловой» Д. Жилинского, «Автопортрет» Л. Кирилловой, «Хозяйка рудного двора», «Портрет хирурга В. Заикина», «Электрик Вася», «Портрет Ф. Кимайкина» А. Курнакова, «Портрет народной артистки СССР И. Колпаковой», «Портрет бригадира электромонтажников В. Рогозы» А. Левитина, «Портрет тракториста Матвиенко» Олега Ломакина, «Верочка» А. Мыльникова, «Портрет В. Гордиевского» Ю. Непринцева, «Шахтёр-взрывник В. Рузин» С. Ротницкого, «Портрет Ларисы Романовой» Г. Савинова, «Ким Бритов» В. Токарева, «Портрет М. Угаровой» Б. Угарова, «Художник Игорь Попов с дочерью», «Художник Валентин Попков из Саранска» И. Шевандроновой и другими.
Пейзажная живопись была представлена работами «Пейзаж с бакенами», «Вишня цветёт» Э. Браговского, «Рябина» Николая Брандта, «Сентябрьский снег», «Весна пришла» К. Бритова, «Деревня», «Весна пришла» И. Варичева, «Весной на Волге. Тутаев» Э. Выржиковского, «Белая ночь в Карелии», «У Белого моря» Николая Галахова, «Майский вечер», «Апрель. Солнце садится», «Гроза приближается», «Весна. Лунная ночь» А. Грицая, «Чернавино. Осенняя пора», «На полях приладожья», «Морозное утро», «Ива. У ручья» В. Загонека, «Сумерки» А. Зайцева, «Зимняя дорога», «По большой воде», «Мостик» Е. Зверькова, «Ленинград. Кировский мост» Михаила Канеева, «Кола шумит», «Деревня» Бориса Корнеева, «Венеция. Маленький мост», «Неаполь» П. Крылова, «Гроза», «Светлый день», «У озера» А. Мыльникова, «Белая ночь» Я. Николаева, «Воспоминание о Варшаве» Ю. Пименова, «Васильки», «Палатка в Бассеге» И. Савенко, «Июльский вечер» В. Сидорова, «Середина лета» К. Славина, «Деревья», «Осень», «Бабье лето» В. Стожаров, «Крюков канал», «Канал Грибоедова. Утро» И. Суворова, «Февраль» Н. Тимкова, «Северное озеро» М. Труфанова, «Весенняя вода», «Май» Б. Угарова, «Апрельский день», «Полдень», «Лён», «Начало мая» П. Фомина, «Родное подмосковье», «Весенняя Тарасовка», «Подмосковье. Сумерки» В. Чуловича, «Алёшкина балка», «Озеро островное» Б. Щербакова, «Осенняя мелодия», «Снег и цветы», «Мартовский вечер», «Осенью» В. Юкина и другими.
Жанр натюрморта был представлен работами «Натюрморт (Посвящение декабристам)» А. Алексеева, «Абрикосы и сливы» Е. Асламазян, «Полевые цветы» М. Асламазян, «Балхарские кувшины» В. Горькова, «Мансийский натюрморт» В. Игошева, «Молоко», «Натюрморт с грибами» Ф. Каплан, «Натюрморт со скульптурой на окне» Н. Климова, «Фрукты», «Натюрморт с уткой», «Яблоки у окна», «Заяц на красном столе» М. Кончаловского, «Натюрморт с самоваром» А. Коняшина, «Букет», «Полевые цветы» К. Коржевой, «Стол в Малаховке» П. Крылова, «Натюрморт с халатом» С. Ланзы, «Сувениры странствий» Ю. Пименова, «Манекены в кимоно» Ю. Пименова, «Осенний натюрморт» В. Соколова, «Старинная сулея», «Квас» В. Стожарова, «Маки», «Новая веранда», «Красный угол» А. Токаревой, «Васильки. Зелёная рожь» Б. Шаманова, «Рыба на рогожке» В. Шумилова и другими.

## Критика
Наиболее широкий обзор выставки дан в книге «Пятая республиканская художественная выставка „Советская Россия“» (Художник РСФСР, 1977). В статьях В. Ванслова, Е. Шмигельской, А. Зыкова, Е. Костиной, Н. Воронова содержится критический обзор всех её разделов. По мнению В. Ванслова, «на выставке было немало интересных и значительных работ во всех видах изобразительного искусства. Но лидировала, бесспорно, станковая живопись. Поражали и её многообразие, и общий возросший художественный уровень, и многообразие жизненных тем, и большие идейные проблемы, поднимавшиеся в лучших работах». К ним автор относит ставшие широко известными картины «Прощание» (собрание ГРМ, Государственная премия 1977 года) А. Мыльникова, «9 Мая», «Нас водила молодость…» (собрание ГРМ) Е. Моисеенко, «Сыновья» П. Оссовского, «Обречённая» Г. Коржева,
«Отцы и сыновья» (собрание ГРМ) Алексея Еремина, «В кафе „Греко“ В. Иванова, „Автопортрет“ (собрание ГРМ) Л. Кирилловой, „Качели“ (собрание ГРМ) Б. Шаманова, „Весенняя сказка“ В. Токарева и ряд других. Десятью годами позднее академик В. Леняшин в своей книге также упомянёт „Обречённую“ Г. Коржева и „9 Мая“ Е. Моисеенко среди работ, „позволивших сказать серьёзное слово о современности“.
В. Ванслов пишет о большом значении выставки „для определения национальной самобытности русского искусства“, о связи лучших работ „с утверждением реализма, с развитием применительно к современности тех традиций, которые сформировались в выдающихся произведениях советского искусства на протяжении всей его истории“, о взаимопроникновении жанров при сохранении доминирующего положения сюжетно-тематической картины. Значение выставки „Советская Россия“ и предшествовавших ей зональных выставок В. Ванслов и другие авторы также связывают с выдвижением большой группы молодых талантливых художников, называя среди них Ш. Бедоева, В. Жемерикина, В. Загонека, Л. Кириллову, Н. Фомина, В. Телина и других. В тематическом отношении выставку отличали работы, посвящённые образу современника (девиз выставки — „Наш современник“) и отмечавшемуся в 1975 году 30-летию победы в Великой Отечественной войне.
Среди проблем российского искусства, обозначенных выставкой, В. Ванслов называет вопросы профессионального мастерства, остающиеся актуальными для значительной части художников. В. Леняшин конкретизирует: »… обычно под мастерством понимается способность воплотить замысел. Меньше обращается внимание на то, что характер и сложность замысла предопределяются уровнем мастерства. Если художник не может свободно рисовать фигуру в сложном ракурсе, ему никогда не придёт в голову сюжет, включающий такие фигуры (такой, как «Оборона Севастополя» А. Дейнеки). Если он не способен скомпоновать персонажи в пространственной среде, то и будет расставлять их в плоскости холста в унылом «предстоянии». А затем в гордыни слабости объявит такие упрощённые схемы новым подходом". Другие проблемы — подражание ведущим живописцам («на выставке встречались произведения, сделанные „под“ Моисеенко, Коржева, Стожарова, В. Иванова, Жилинского и т. д.»), опасность творческих штампов.
Ссылки на пятую республиканская художественная выставка «Советская Россия» 1975 года и экспонированные на ней работы встречаем во многих монографиях и статьях. Так, художник К. Славин, участник выставки, в своём дневнике пишет о выездном выставке в Русском музее 13 октября 1975 года, который отобрал для республиканской выставки около 300 работ ленинградских художников. Среди них была и картина «Середина лета» самого К. Славина. В каталоге персональной выставки И. Савенко 1990 года в Москве приводятся сведения о его участии в выставке «Советская Россия» 1975 года, работах «Палатка в Бассеге», «Васильки» и «Кременный камень» и их закупке Министерством культуры РСФСР.
В монографии о творчестве Г. Савинова Н. Леонова приводит сведения об участии художника в выставке «Советская Россия» 1975 года и несколько страниц уделяет обстоятельному разбору его картины «День Победы»(собрание ГРМ).

## Интересные факты
В книге «Портрет художника на фоне эпохи» народный художник СССР и вице-президент РАХ А. Левитин приводит интересные факты создания картины «Ленин. Рассвет» (1975, Государственный музей политической истории России, Санкт—Петербург), экспонировавшейся на республиканской выставке «Советская Россия».

«Как-то, будучи в институте им. Репина, я встретил невысокого человека, в некоторых поворотах поразительно похожего на Ленина, который позировал одному художнику. Это был кандидат химических наук Александр Никитович Гудков. Он был по-детски увлечён своим сходством с Лениным. Он даже носил кепку на ленинский манер и чёрное пальто с чёрным бархатным воротником. Мы с ним, конечно, познакомились и сдружились. Он увлечённо мне позировал и в перерывах произносил „ленинские речи“ на современном материале. При этом он смешно грассировал и жестикулировал, используя весь набор штампов из всех советских кинофильмов про вождя мирового пролетариата. Я покатывался со смеху. Но когда нужно было создать серьёзное настроение, он входил в образ, и временами почти полностью соответствовал моему представлению о Ленине. Большую помощь в работе оказывала гипсовая маска, снятая сразу после кончины Ленина скульптором Меркуровым. Причём, как мне стало известно, маска, принадлежавшая мне, была третьей копией с оригинала, и поэтому относительно не заплывшая. Между прочим, скульптор М. К. Аникушин умолял меня продать ему эту маску, но я дал ему её лишь на время. Что же касается формальных задач, которые я перед собой ставил, то это — моё любимое состояние борьбы тёплого света в помещении с холодными голубыми сумерками за окном. Это состояние наиболее соответствовало тревожному духу картины, суть в раздумье: власть взята, а что делать дальше?»